# Tölzer Brauhistorie

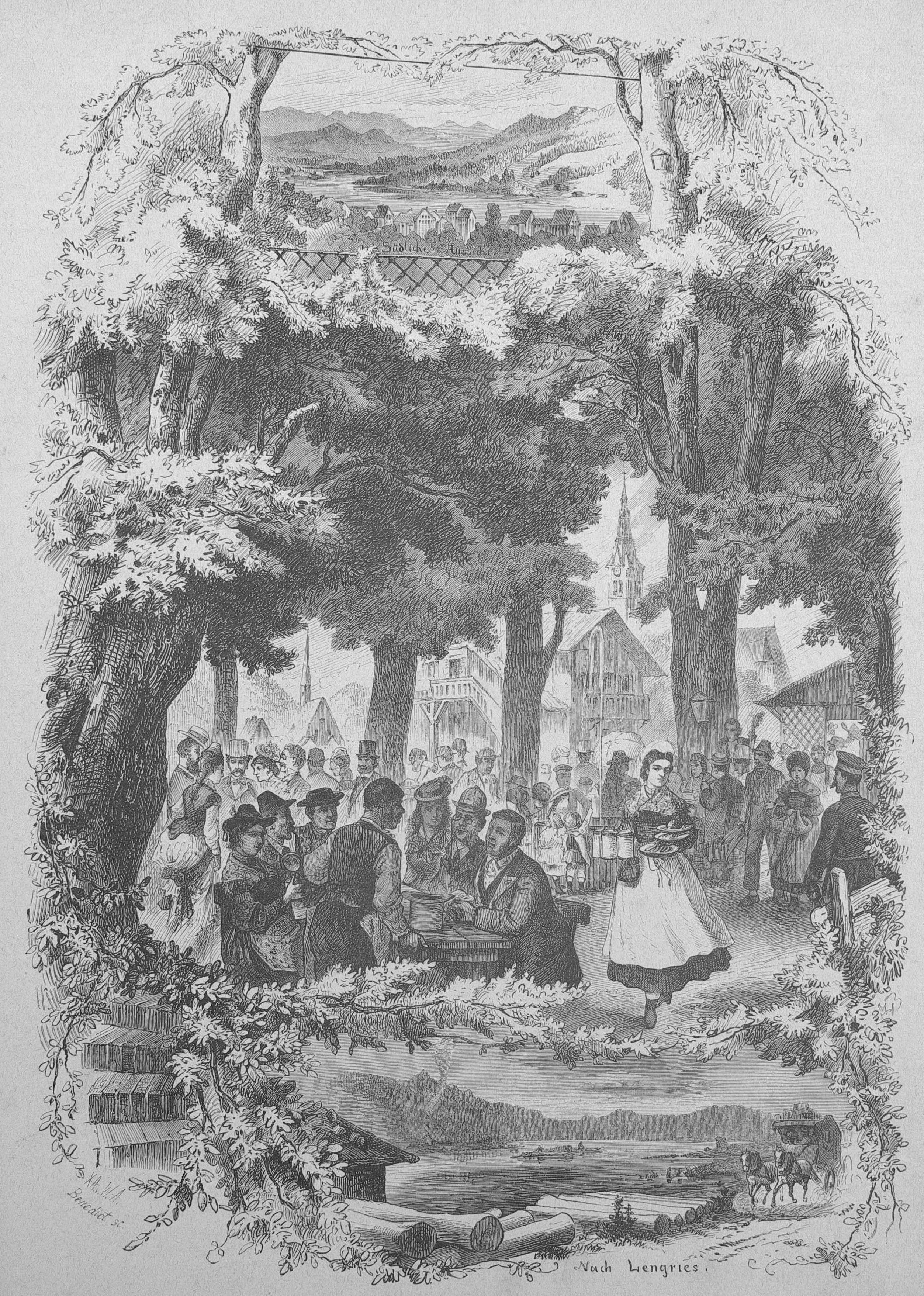
Der Bürgerbräugarten in Tölz (1881)

Die Tölzer Brauhistorie beschreibt eine bis in das 15. Jahrhundert zurückverfolgbare Tradition und stellte lange einen erheblichen Wirtschaftsfaktor dar, der wesentlich zum wirtschaftlichen und kulturellen Aufstieg des Ortes beitrug. Mit zeitweise 23 gleichzeitig existierenden Brauereien auch für Bayern von Bedeutung, stellte Tölz nach München bis ins 19. Jahrhundert den zweitgrößten Biersteuerzahler.

## Geschichte
1476 wird mit „Hans der preu“ erstmals ein Tölzer Brauer erwähnt. 1486 wurde „Alber Jörgs prewgarten“ genannt sowie 1495 ein „liendl prew“. Bier galt zu dieser Zeit als einfaches Nahrungsmittel, das zum Hausgebrauch selbst gebraut wurde, während man Wein genussvoll trank. Im 15. Jahrhundert galt daher, wie überall in Bayern, Wein noch als das bevorzugte Getränk der Tölzer. Dies sollte sich im Laufe des 16. Jahrhunderts jedoch ändern. So wurden für das Jahr 1577 noch zehn Wein- und zwei Metwirte genannt, denen vier Brauer gegenüberstanden, wobei letztere in diesem Jahr nur 138 Scheffel Gerste versotten. Wohl aufgrund des höheren Ungeldes auf Wein gewann das heimische Bier jedoch rasch an Beliebtheit. So wurden 1579 neun Weinwirte genannt, bei bereits sieben Brauern, die 1584 schon 311 Scheffel Gerste versotten. 1588 hatten sich die Verhältnisse gedreht und fünf Weinwirte standen elf Brauern gegenüber, deren Anzahl bis 1603 auf 18 stieg.

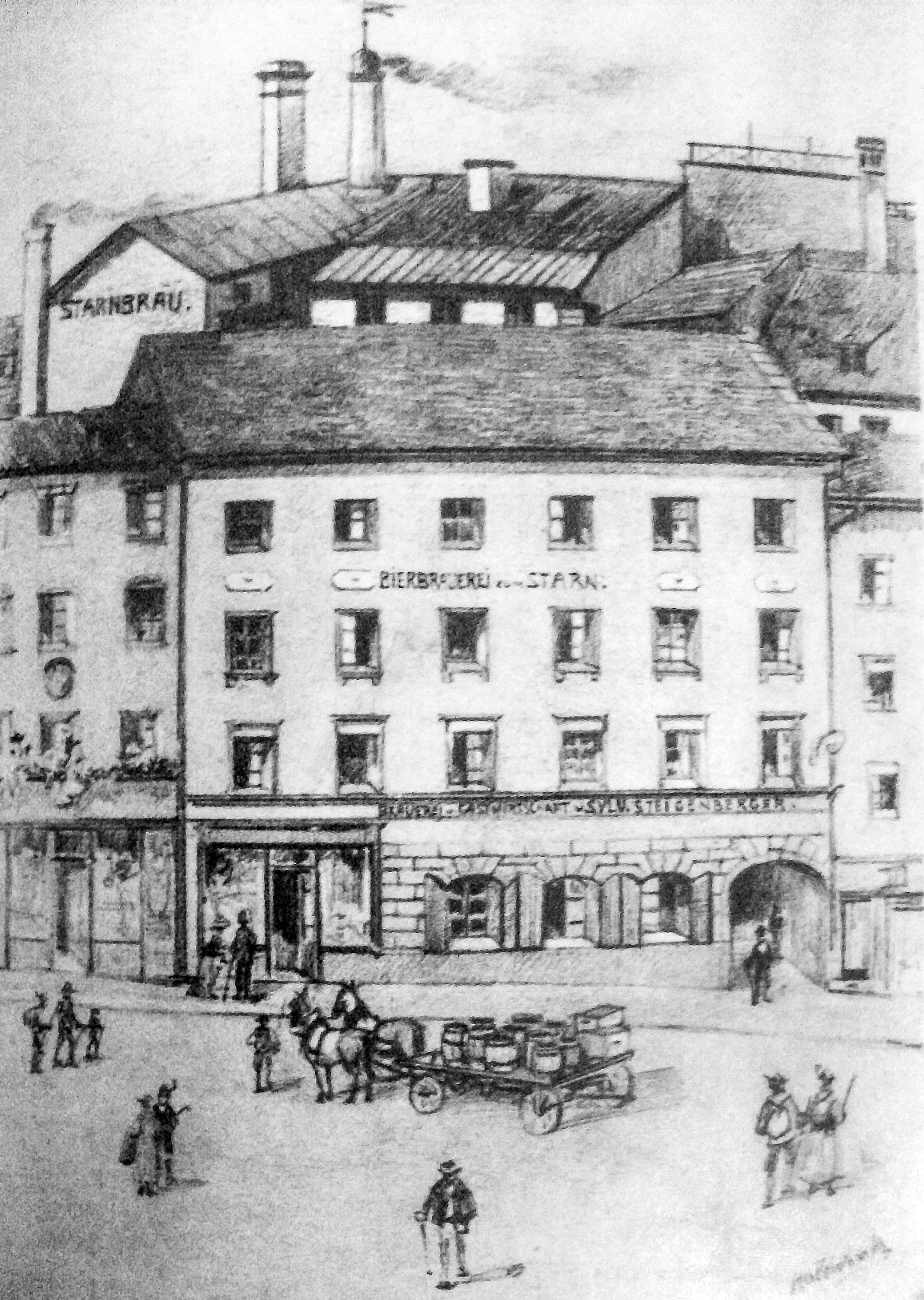
Ansicht des Starnbräus (1895)

1631 erreichte Tölz mit 22 Brauereien einen Höchststand, der bis Ende des 18. Jahrhunderts gehalten werden konnte – eine ungewöhnlich hohe Zahl im Vergleich zu anderen Ortschaften und angesichts einer Bevölkerungszahl von nur rund 1500 Einwohnern. Der unschlagbare Vorteil des Brauwesens für den Markt Tölz war dessen Erbauung auf einem mäßig abfallenden Tuffhügelrücken, auf dem Gebiet der heutigen Marktstraße und des Mühlfeldes. In diesen weichen und porösen Untergrund wurden auf dem Mühlfeld Höhlen, teils nur Halbhöhlen, geschlagen. Diese dienten den Tölzer Brauereien jahrhundertelang als hervorragende Kühl- und Lagerkeller. Die Isolierung des Tuffgesteins hielt die Temperatur auch im Sommer konstant bei 6 bis 8 °C – eine ideale Kühl- und Lagertemperatur für untergärige Biere, die andernorts, wie dem auf Kies erbauten München, fehlte, was sich im Brauwesen als mitunter fatal herausstellte.
Krottenbach und Ellbach gruben um den Tuffhügel schluchtartige Bette, die dadurch entstandene Anhöhe wies sich als ideal für eine Ansiedlung und die Errichtung einer Burg aus, die westlich zudem an die Isar grenzte. Im 12. Jahrhundert erfolgte die Umleitung des Ellbaches über ein Kanalsystem durch den Ort, eine „technische Meisterleistung ihrer Zeit“. Der nun (bis 1964) offen durch die Marktstraße fließende Bach diente nicht nur zum Betrieb zahlreicher Mühlen, sondern erwies sich später auch als wertvoll für die Brauer.

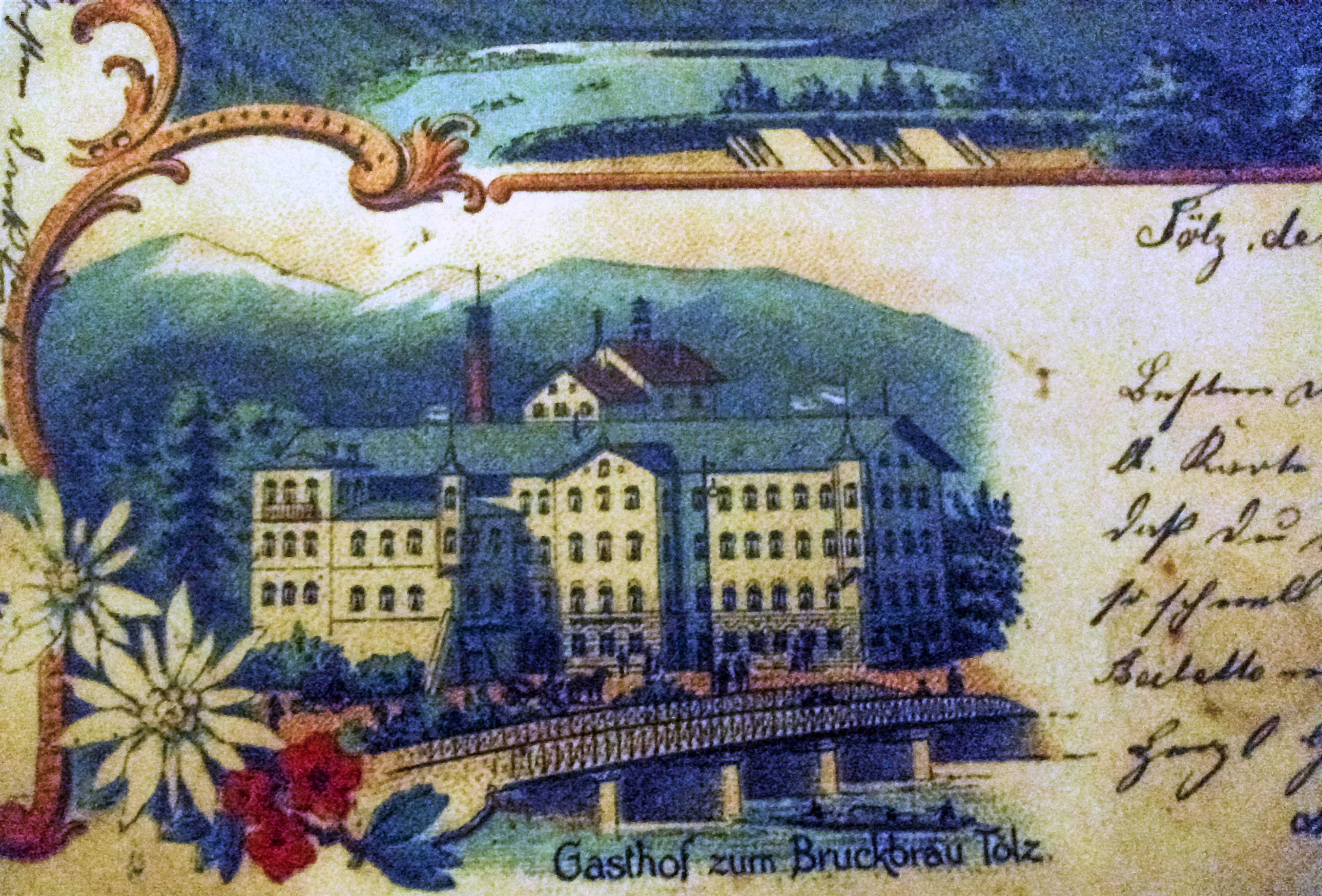
Der Bruckbräu am Amortplatz auf einer Postkarte (datiert mit 1899)

Die Braustätten selbst befanden sich zum überwiegenden Teil in der Marktstraße, die im 13. Jahrhundert planmäßig von den Wittelsbachern errichtet wurde. Doch auch das von den Franziskanern in ihrem Kloster zum Eigenverbrauch gebraute Bier, lagerten sie auf dem Mühlfeld, im Lagerkeller des Gasthofs Zantl.
Der Großteil des Tölzer Bieres wurde exportiert, anfangs an umliegende Siedlungen und Klöster. Als Klöster wie in Benediktbeuern oder Reutberg selbst begannen, Bier zu brauen und dies im Umland verkauften, führte dies zu Klagen der Tölzer Brauer. 1651 klagten 21 Tölzer Brauer vergeblich beim Kurfürsten gegen das Kloster Benediktbeuern, es würde ihr Gewerbe beeinträchtigen. 1673 wiederholten die Tölzer Brauer erfolglos ihre Klage. Als Benediktbeuern 1696 die offizielle Erlaubnis erhielt, die Kesselbrücke zu unterhalten und umliegende Wirte mit Bier zu versorgen, sandten die Tölzer zwei Abgesandte an ihren Landesherrn, diese Bewilligung zurückzunehmen, fanden aber erneut kein Gehör. Derartige Streitereien wiederholten sich später mit dem Kloster Tegernsee und dem Franziskanerinnenkloster Reutberg. So würde letzteres seine Konzession missbrauchen und „eine Bauernschänke unterhalten, in welcher von früh bis spät Bier ausgeschenkt und getrunken werde.“
Nachdem also ab Mitte des 17. Jahrhunderts Absatzgebiete links und rechts der Isar wegbrachen, erschlossen sich die Tölzer Brauereien neue Märkte. Der Bierabsatz erfolgte fortan bis nach Tirol und ins Werdenfelser Land. Hauptabsatzgebiet wurde allerdings die Hauptstadt München. Dies steigerte sich im 18. Jahrhundert. So ist für das Jahr 1782 eine Lieferung von 8730 Eimern Bier (etwa 5.600 Hektoliter) belegt. In ganz München betrug der Bierverbrauch in diesem Jahr rund 68.000 Hektoliter. Tölz galt zu dieser Zeit als „Bieramme“ Münchens. Biermangel war ein wiederkehrendes Problem in der Hauptstadt und gerne kaufte man das Tölzer Bier ein, das gekühlt, mit Floßen auf der Isar binnen weniger Stunden in München eintraf. Bis ins 19. Jahrhundert traten in München, aufgrund des Sommersudverbotes zwischen Georgi (23. April) und Michaeli (29. September) Versorgungsengpässe auf, die durch die „Bieramme Tölz“ gedeckt wurden. Zwar sollten die Brauer ausreichend Bier für die Sommermonate brauen, das stärker eingesottene Märzenbier sollte länger haltbar sowie gehaltvoller sein, wobei dem eine höhere Stammwürze und ein höherer Alkoholgehalt zugrunde lag. Es wurde meist teurer verkauft und sollte bis Ende September vorrätig sein. Münchner Brauer hatten jedoch Probleme, dieses Bier ausreichend lange kühl zu halten, aufgrund der geologischen Gegebenheiten Münchens und des hohen Grundwasserpegels. Die nur wenige Meter tiefen Münchner Gär- und Lagerkeller erhitzten sich im Sommer rasch auf über 10 °C, sodass vielen Münchner Brauereien das Bier sauer wurde oder verdarb. Auch zur Schadenfreude Tölzer Brauer, gereichte dies ihnen, mit ihren Tuffsteinkellern zum Vorteil. Auch das Oktoberfest war von dieser Problematik betroffen. Bis Brauer ihr Handwerk wieder aufnehmen durften, das Bier vergoren und ausgelagert war, war das Fest vorbei. Daher wurde auch Tölzer Bier auf dem Oktoberfest ausgeschenkt. Journalisten sollen dabei den Münchner Brauern empfohlen haben, sich ein Beispiel am Tölzer Bier zu nehmen. Heinrich Noë schrieb 1865: „In meiner Jugend war das Tölzer Bier viel berühmter, als jetzt. Da waren auf der Theresienwiese beim Oktoberfest eigene Tölzer Bierstuben aufgeschlagen, die sich des größten Zulaufs erfreuten.“
Auch das Winzerer Fähndl hat seinen Ursprung in Tölz. Auf Initiative des Tölzer Historikers Johann Nepomuk Sepp entstand 1887 in der Tölzer Markstraße das Winzerer-Denkmal, dem Feldherrn, Pfleger und Lehnsherrn zu Tölz Kaspar III. Winzerer, sowie den gefallenen Tölzern des Deutsch-Französischen Krieges von 1870/71 gewidmet. Bei der Einweihung des Denkmals am 26. Juni 1887 durch den Prinzregenten nahmen 130 Schützenkompanien, Veteranen- und Kriegervereine mit rund 4.500 Mitgliedern teil. Hauptbeteiligte dieser Zuggruppen gründeten noch am gleichen Tag im Tölzer Bruckbräu die Vereinigung unter dem Namen „Hauptmannschaft Winzerer Fähndl“, zum Zwecke der „Pflege alten deutschen Sinnes und Wesens“. Tatsächlich verschrieb sich der Verein der Geselligkeit und historischem Schauspiel. 1926 bezog das „Winzerer Fähndl“ das gleichnamige Zelt auf dem Oktoberfest, 1950 das Paulaner-Festzelt, das diesen Namen bis 2018 führte.

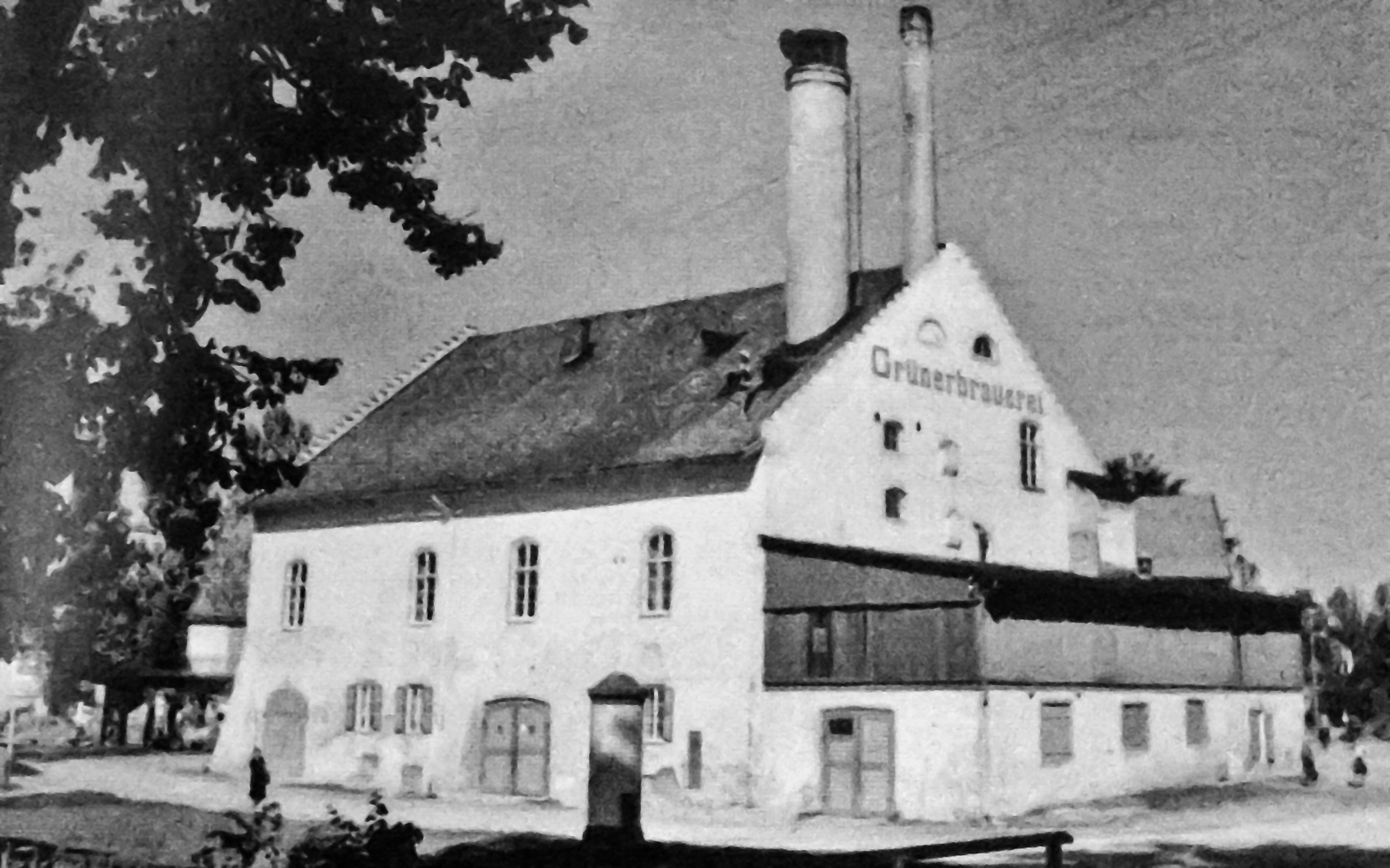
Die Grünerbrauerei auf dem Mühlfeld (um 1920)

Das Tölzer Bier galt in München als beliebt und wurde von Einheimischen dem Münchner Bier vorgezogen. Da das Tölzer Bier in München nicht teurer verkauft werden durfte, erhielten die Münchner so ein qualitativ besseres Bier für den gleichen Preis. Diese Konkurrenz war für Münchner Brauereien auf Dauer nicht tragbar, so dass dies mittelfristig zur Entwicklung der Bierkeller und Biergärten, fernab der eigentlichen Brauereien, außerhalb der Altstadt, führte, zunächst in der Isarvorstadt und in Haidhausen.
Tölzer Bier war traditionell Braunbier. Die Gerste wurde meist in der Münchner Schranne eingekauft, der Hopfen aus Böhmen und der Gegend um Spalt bezogen. Zwar werden für das 17. Jahrhundert mehrere Tölzer Hopfenbauern genannt, die dies aufgrund mangelndem Ertrag jedoch rasch wieder aufgaben. Zur zusätzlichen Kühlung der Tuffsteinkeller wurden Eisblöcke verwendet, die dem Maxlweiher und Klammerweiher entnommen wurden.
Noch vor dem Handel mit Holz, der Kistlerware, Salz oder Kalk, stellte das Brauwesen lange den wichtigsten Wirtschaftszweig in Tölz. Brauereibesitzer gelangten zu Wohlstand und waren oftmals als Mäzene oder Kommunalpolitiker aktiv. Vom Brauwesen profitierten dementsprechend nicht nur die Brauherrn, Braumeister und Brauer, sondern auch Gastronomiebetriebe, Hotels, Hauspersonal und andere Handwerker.
Der Niedergang des Tölzer Brauwesens setzte in der zweiten Hälfte des 19. Jahrhunderts ein. 1868 erfolgte die Aufhebung der Zünfte und das Biersatzregulativ von 1811, welches vor schlechtem und zu teurem Bier schützen sollte, wurde abgeschafft. Dies und die Gewerbefreiheit des 1871 neu gegründeten Deutschen Reiches begünstigte die Entstehung von Großbrauereien. Spätestens ab 1870 war München nicht mehr auf seine „Bieramme“ angewiesen. Vor allem die Entwicklung der Kompressionskältemaschine durch Carl von Linde 1873 machte den Vorteil der Tölzer Lagerkeller rasch zunichte. Doch auch in München sank die Anzahl der Brauereien rapide. Existierten um 1800 noch 63 Münchner Brauereien, bei mehr als 40.000 Einwohnern, sank die Anzahl auf 53 Brauereien im Jahr 1814 und bis 1865 auf 18 Braustätten, bei inzwischen rund 170.000 Einwohnern.
Sinkenden Absatzzahlen begegneten manche Tölzer Brauereien damit, sich zusammenzuschließen. Andere Brauherren verzichteten auf ihr Braurecht, die Bräugerechtsame, zugunsten des Betreibens einer reinen Tafernwirtschaft (vergleichbar mit einer heutigen Gaststättenkonzession), zu einer Zeit, als sich Tölz zum aufstrebenden Kurort entwickelte. Wieder andere konnten sich der Übernahme einer Münchner Großbrauerei nicht erwehren und wurden nach dem Aufkauf mittelfristig geschlossen. Mit der Grünerbrauerei schloss 2001 die letzte der historischen Tölzer Brauereien nach fast vierhundert Jahren ihre Pforten. Nach der Übernahme durch die König Ludwig Schloßbrauerei Kaltenberg, wobei es vor allem um die Übernahme bestehender Schank- und Lieferverträge ging, braute diese noch einige Jahre „Tölzer Bier“ unter diesem Namen und nach Tölzer Rezept an eigenen Standorten. Die Tölzer Braustätte wurde sofort stillgelegt, aufgrund massiv veralteter Technik und Hygienemängeln.
Veränderte Bedingungen ermöglichten ab 2008 jedoch das Entstehen neuer Brauereien in Tölz. Der Unternehmer Achim Bürklin erwarb die Liegenschaft der Grünerbrauerei. Das Hauptgebäude ließ er zu einem Wohnhaus umbauen, wobei in Absprache mit dem Denkmalschutz das Äußere der Brauerei weitgehend erhalten blieb. Auf einem Nebengebäude gründete er 2008 das Mühlfeldbräu. Im Badeteil folgte diesem 2015 das Binderbräu. Viele Gebäude- und Gassennamen sowie Gaststättennamen erinnern bis heute an die Tölzer Brautradition. Der Großteil der ehemaligen Lagerkeller ist heute nicht zugänglich, einige werden aber für einen Bar- oder Clubbetrieb genutzt.

## Historische Brauereien

Standorte Tölzer Brauereien, verzeichnet auf einer Karte der Bayerischen Vermessungsverwaltung von 1812

Keferloher ehemaliger Tölzer Brauereien im Stadtmuseum

- Hacklbräu: 1495 erstmals als Brauerei erwähnt, geht der Hacklbräu zurück auf den Gründer Peter Hackl. Anton Amman, der letzte Besitzer der Brauerei, verzichtete 1864 auf das Braurecht zugunsten einer Tafernwirtschaft. Seine Witwe veräußerte das Gebäude 1874 an die Marktgemeinde Tölz. Diese ließ das Gebäude abreißen, um eine Straße zum damaligen Bahnhof zu errichten.
- Stiegenbräu: In der oberen Marktstraße gelegen, wird es 1880 bereits als „ehemaliges Stiegenbräu“ bezeichnet, wohl benannt nach einer Stiege über den Ellbach.
- Oswaldbräu: Benannt nach dem ersten Besitzer Oswald Frank (1584), der als Brandgeschädigter 1634 genannt wird. Ludwig Steigenberger verzichtete als letzter Besitzer auf das Braurecht zugunsten einer Tafernwirtschaft.
- Maierbräu: Trug den Namen des Zweitbesitzers Hans Mayer (1629). Die Brauerei erlosch 1870 mit dem Verzicht des Braurechtes zugunsten einer Tafernwirtschaft.
- Schaftlerbräu: Nach dem Bierbrauer und Bürgermeister Hans Schafstetter benannt, bereits in der ersten Hälfte des 16. Jahrhunderts als eine der größten Brauereien des Ortes genannt. Der Brand von 1634 zog auch diese Brauerei in Mitleidenschaft. Unter verschiedenen Besitzern bestand die Brauerei bis 1974, ab 1935 jedoch unter dem Namen Oberlandbräu. Die Brauerei florierte im 19. Jahrhundert, auch unter dem Besitz von Bürgermeister und Landtagsabgeordnetem Josef Pauli, verfiel zu Beginn des 20. Jahrhunderts aber zunehmend unter wechselnden Besitzern. 1922 hielt Adolf Hitler bei seinem ersten Besuch in Tölz seine Rede im Schaftlerbräu. Die erste NSDAP-Ortsgruppe war erst drei Monate zuvor gegründet worden.[24] Ein erneuter Aufschwung erfolgte ab 1935 nach dem Erwerb durch die Oberland-Brauerei unter Marianne und Hans Merkl. Das Bier wurde in ganz Bayern vertrieben, 1954 in München an der Ecke Münzstraße/Orlandostraße die „Tölzer Stuben“ eröffnet. 1973 wurde das inzwischen verkaufte Oberlandbräu an Hacker-Pschorr verpachtet, die Brauerei erlosch und wurde im August 1975 abgerissen. Die Gastwirtschaft war noch bis Leonhardi 1975 geöffnet.[25]
- Bürgerbräu: Im späteren, ehemaligen Rathaus und heutigen Stadtmuseum gelegen, nach dem 1616 urkundlich erstmals erwähnten „pierpreu“ Balthasar Birger benannt. Um 1900, im Zuge der Umgestaltung durch Gabriel von Seidl, bereits keine Brauerei mehr, sondern nobles Hotel. Dessen Biergarten war der überregional bekannte Bürgerbräugarten.
- Schrödlbräu: Gegründet durch Balthasar Schredl, hielt sich die Brauerei bis 1877, erlosch dann ebenfalls zugunsten einer Tafernwirtschaft mit Hotel. Zu Glanzzeiten zählte Karoline Auguste von Bayern zu den regelmäßigen Gästen.
- Bräumaurerbräu: Der ab 1616 überlieferte Hausname verweist auf den Bierbrauer und Bürgermeister Georg Premaurer. Ignaz Doppelhammer verzichtete 1870 auf das Braurecht, die Brauerei erlosch.
- Radlbräu: Familie Rädl stellte 1588 einen Bürgermeister, Thomas Rädl wird 1647 als erster Brauer dieses Hauses erwähnt. Das Haus war verbunden mit dem einstigen Tanzhaus. Augustin Höfter verzichtete 1833 auf die Bräugerechtsname, erhielt die Tafernwirtschaft, der jedoch rasch die Mädchenschule im Haus folgte.Der Oswaldbräu in der Marktstraße (vor 1909)

Der Oswaldbräu in der Marktstraße (vor 1909)

- Restbräu: Benannt nach Georg Rest, dem Besitzer von 1673. Auch dieses Haus brannte 1634 nieder, angesteckt durch schwedische Soldaten während des Dreißigjährigen Krieges. Zwischen 1773 und 1786 braute darin der Besitzer Anton Ertl. Die Erbin des Hauses heiratete Mitte des 19. Jahrhunderts Anton Faist, beide erwarben den Bürgerbräu, woraufhin der Restbräu stillgelegt wurde. Das Gebäude ist heute als Sporrerhaus bekannt.
- Gerstlacherbräu: Als Brauerei bereits im 16. Jahrhundert nachweisbar, erhielt sie den Namen Gerstlacherbräu erst 1732 durch den Brauer und Wirt Franz Borgias Gerstlacher. Der Schrödlbräu erwarb das Gebäude 1817 und verzichtete gleichzeitig auf das dortige Braurecht. Anschließend bezog die Klosterapotheke Benediktbeuern das Anwesen.
- Oberkerschbräu: Vermutlich eine der ältesten Brauereien. Der Name bezieht sich wohl darauf, dass dort auch Branntwein (Kerschgeist) entstand. 1897 wurde auch hier auf das Braurecht für eine Tafernwirtschaft verzichtet, die zu Beginn des 20. Jahrhunderts ebenfalls aufgegeben wurde.
- Pudlbräu: Die Brauerei trägt den Namen der Hausbesitzer des frühen 16. Jahrhunderts, Familie Pudl. Als erster nachweislicher Brauer wurde 1616 Hanns Schafstetter genannt. Dessen Sohn Hans gründete 1650 den Schaftlerbräu.
- Klammerbräu: Als erster Brauer erwähnt wurde 1613 Stephan Khlammer. Zu Beginn des 19. Jahrhunderts mit dem Pudlbräu zusammengelegt, wobei der Pudlbräu erlosch und als Gastwirtschaft in der Marktstraße verblieb. Der Klammerbräu expandierte 1897/98, errichtete ein neues Sudhaus und Mälzerei auf dem Mühlfeld hinter dem dazugehörigen, bis heute bestehenden Bräustüberl (erbaut 1925). Zu 1921 erfolgte eine Fusion mit Kolber- und Bruckbräu zur Aktienbrauerei.Der Oberlandbräu in der Marktstraße

Der Oberlandbräu in der Marktstraße

- Metzgerbräu: Ursprünglich Dietlbräu genannt, spätestens ab 1838 als Metzgerbräu bekannt. Eine der ältesten Tölzer Brauereien, die schon 1476 genannt wurde. Brauer Johann Prugger wurde 1742 mit 95 weiteren bayerischen Geiseln während des Österreichischen Erbfolgekrieges nach Graz entsandt. Bis zu seinem Lebensende prozessierte er gegen den Markt Tölz aufgrund verweigerter Unterstützung.
- Kolberbräu: Georg Kholber wird 1664 als Bierbrauer des Hauses genannt.
- Fagnerbräu: Als Brauerei seit 1577 nachweisbar, nach anderen Quellen seit 1584,[26] unter diesem Namen aufgrund der Besitzerfamilie seit 1654. Das Braurecht erlosch Mitte des 19. Jahrhunderts, an seine Stelle trat eine bis heute bestehende Weinwirtschaft (Schwaighofer).
- Unterkerschbräu: Ab 1610 in Besitz der Familie Reiffenstuel aus Gmund, die mehrere Tölzer Bürgermeister stellten. Die Brauerei bestand bis 1860, wurde dann zugunsten einer Gaststätte mit Metzgerei aufgegeben.
- Grünerbräu: Ursprünglich ab 1603 in der unteren Marktstraße als Krinnerbräu ansässig, expandierte die Brauerei und verlegte ihre Braustatt im 19. Jahrhundert (1876) ins Mühlfeld. Hielt sich von allen historischen Brauereien am längsten, wobei der Ausstoß zuletzt rund 30.000 Hektoliter betrug. 2001 Übernahme durch die Schloßbrauerei Kaltenberg.
- Starnbräu: Ursprünglich Starnberger genannt, als Name mit Gastwirtschaft bis heute erhalten, dabei auch ein ehemaliges Sudhaus in einer hinteren Gaststube.
- Krugbräu: Der Hausname verweist auf den Inhaber und Weinwirt Hans Krug um 1475. Als Brauerei erstmals 1577 genannt. Die Brauerei erlosch bereits 1750.
- Bruckbräu: Als einzige weltliche Brauerei westlich der Isar, am Amortplatz gelegen, leitete sich der Name schlicht von der Lage an der Isarbrücke (bairisch: Bruck) ab. Die erste Nennung eines „pierpreus“ geht auf 1614 zurück. 1647 wird ein Balthasar Mayr als Brauer genannt, der sich bei Kirchbichl von abziehenden Schweden ein Pferd erbeutet haben soll. Bekanntester Besitzer war Anton Krettner. Babette Lettinger, die Witwe des Bruckbräus, stelle ihn als Hauslehrer ein. Später heirateten beide und Krettner entwickelte den Bruckbräu zu einem kulturellen Zentrum von Tölz. 1883 komponierte er darin den berühmten Tölzer Schützenmarsch, der im Bruckbräusaal uraufgeführt wurde. 1921 folgte der Zusammenschluss zur Aktienbrauerei mit dem Kolber- und Klammerbräu. Ab den 1930er-Jahren nutzte die NSDAP den Bruckbräu als Parteilokal, wobei sie im Bruckbräusaal tagten.[27]
- Aktienbrauerei: Entstand 1921 aus dem Zusammenschluss von Bruck-, Kolber- und Klammerbräu, befand sich neben dem heutigen Bräustüberl gegenüber der Mühlfeldkirche. Anton Höfter sicherte sich die Mehrheitsrechte und verkaufte schließlich 1928 an Löwenbräu, stieg dann bei der Jod AG ein. Die Münchner Großbrauerei zeigte kein Interesse am Erhalt der Brauerei, deren Ausstoß zuletzt 21.500 Hektoliter betrug, sondern allein an der Übernahme von Schank- und Lieferverträgen und schloss die Brauerei kurz nach dem Erwerb.[28] Das rote Backsteingebäude der Brauerei wurde 1984 abgerissen.

## Bestehende Brauereien

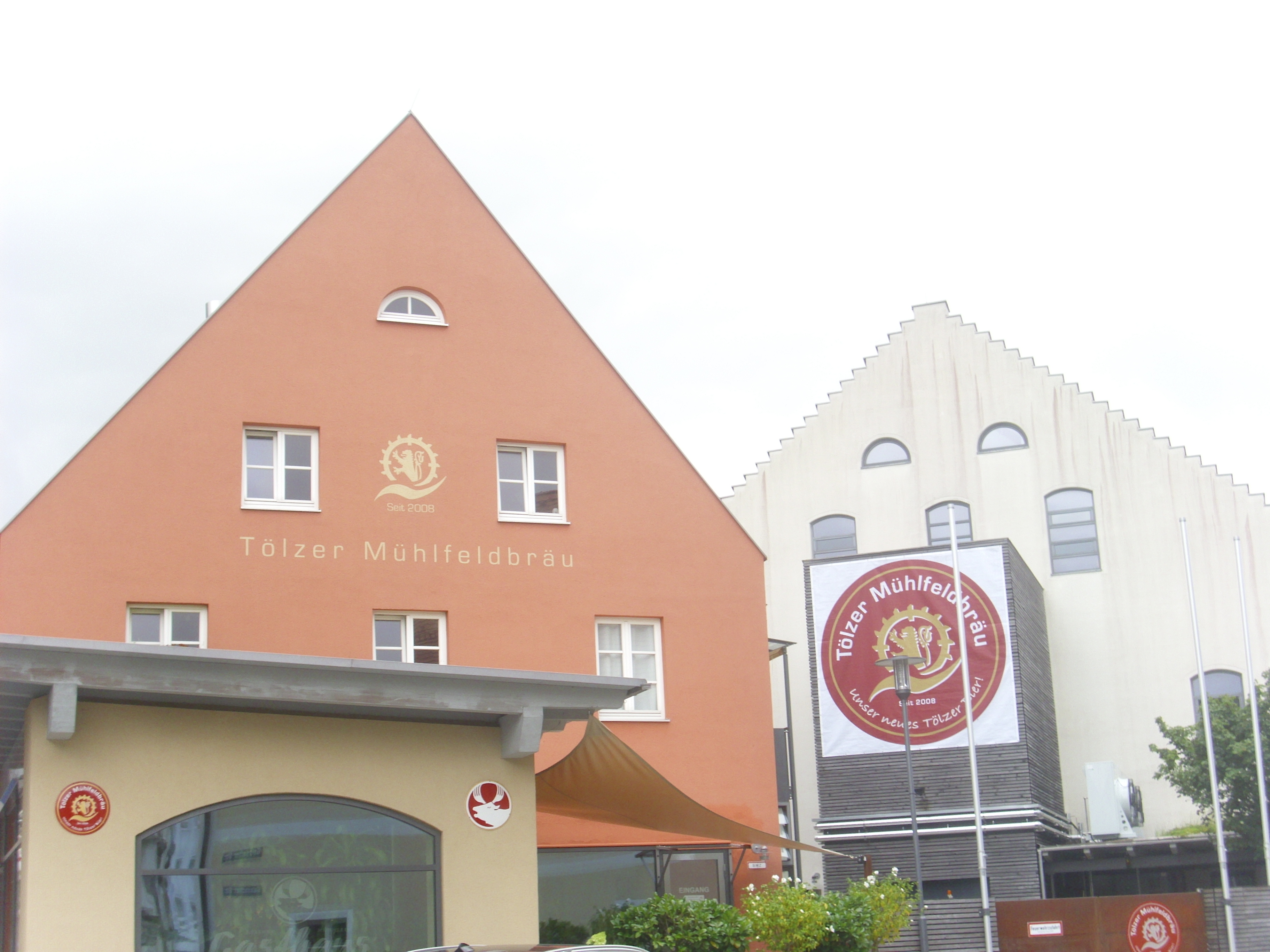
Der Mühlfeldbräu, im Hintergrund der ehemalige Grünerbräu (2019)

- Mühlfeldbräu: 2008 gegründet, auf dem Gelände der ehemaligen Grünerbrauerei. Die Brauer nutzen ein 5 Hektoliter-Sudwerk, womit auch die angeschlossene Gaststätte versorgt wird. Den modernen Gegebenheiten angepasst, entstehen dort auch Craft-Beer-Sorten.
- Binderbräu: 2015 gegründet, benannt nach dem Inhaber und Wirt Binder, mit wechselnden Brauern. Die Brauerei befindet sich in einem Ende des 19. Jahrhunderts erbauten Haus am Vichyplatz, das zuvor als Pension und Gaststätte genutzt wurde. Das Sudhaus befindet sich, öffentlich einsehbar, im Zentrum der Gaststätte.